# Inteligencia sintética
Inteligencia Sintética (IS) es un término alterno de  inteligencia artificial el cual enfatiza que la inteligencia de las máquinas no tiene que ser una imitación o de cualquier manera artificial; puede ser una forma de inteligencia auténtica. John Haugeland propuso una analogía con diamantes sintéticos y diamantes de imitación: solo el diamante sintético es un diamante de verdad. Sintético se refiere a lo que es producido por síntesis; combinando partes para formar un todo, coloquialmente, una versión hecha por el hombre la cual ha surgido de forma natural. Tal como se define, la "inteligencia sintética" sería hecha por el hombre, pero no una simulación.
El término fue usado  por Haugeland en 1986 para describir la investigación hasta ese punto de la inteligencia artificial, la cual llamó "inteligencia artificial simbólica" o "" (, por sus siglas en inglés). La primera generación de investigadores de inteligencia artificial creyeron firmemente que sus técnicas podrían llegar a lo real, inteligencia humana en máquinas. Después del invierno IA, muchos investigadores decidieron enfocarse en buscar soluciones para problemas específicos individuales, como aprendizaje automático, en vez de IA fuerte. Este enfoque a la IA es mencionado por algunas fuentes populares como "IA débil" o "IA aplicado". El término "inteligencia sintética" es usada por investigadores en este campo para separar su trabajo usando subsimbólica, teoría psicoanalítica, u otros métodos relativamente nuevos para definir y crear "verdadera" inteligencia de intentos previos, particularmente de IAS o IA débil
Varias fuentes están en desacuerdo sobre exactamente que constituye la inteligencia "real" en oposición a la inteligencia “simulada” y por lo tanto, si hay una diferencia significativa entre la inteligencia artificial y la inteligencia sintética, Russel y Norvig nos presentan este ejemplo:
1. "¿Las máquinas pueden volar?" La respuesta es sí, porque los aviones vuelan.
2. "¿Las máquinas pueden nadar?" Las respuesta es no, porque los submarinos no nadan.
3. "¿Las máquinas pueden pensar?" Esta pregunta es como la primera, o como la segunda?

Drew McDermott creía firmemente que "pensar" debería ser interpretado como "volar". Mientras al discutir del campeón de ajedrez Deep Blue, el argumentaba que "Si dijéramos que Deep Blue realmente no piensa sobre el ajedrez es como decir que una avión realmente no vuela por que no aletean sus alas". Edsger Dijkstra concuerda que muchos encuentran la pregunta de si las máquinas pueden pensar, como relevante o como la pregunta de si los submarinos pueden nadar.
John Searle, en otra parte, sugiere que una máquina pensante es, a lo mucho, una simulación, y él escribe que "ninguno supone que 5 simulaciones por computadora de unas alarmas de incendio van a quemar el vecindario o que la simulación de una tormenta nos dejara empapados". La diferencia esencial entre una mente simulada y una real es una de los puntos clave de su argumento de la habitación china.
Daniel Dennett creía que esto es básicamente un desacuerdo sobre semántica y que es periférico a las preguntas centrales de Filosofía de la inteligencia artificial. Él nota que aun cuando se crea una imitación química perfecta de Chateau Latour, aun es falsa, pero que cualquier Vodka es real, no importa quien lo creó. Similarmente, una perfecta recreación de Picasso podría ser considerada como "Falso", pero que cualquier imagen del logo de Coca-Cola  es completamente real y estaría sujeta a la propiedad intelectual. Russell y Norvig comentaron "nosotros podemos concluir en algunos casos, que el comportamiento de un artefacto es importante, mientras que en otros, lo que importa es el pedigrí del artefacto. Pero para mentes artificiales, no hay convención".